# Steuervorauszahlung
Eine Steuervorauszahlung ist eine Abschlagszahlung auf die voraussichtliche Jahressteuerschuld. Um einen regelmäßigen Geldfluss in den Staatshaushalt sicherzustellen und dem Steuerpflichtigen eine eventuelle hohe Nachzahlung zu ersparen, werden bereits im laufenden Jahr Vorauszahlungen erhoben. 

## Bescheid und Veranlagung
Die Vorauszahlungen werden durch Vorauszahlungsbescheid festgesetzt, der stets unter dem Vorbehalt der Nachprüfung steht und daher jederzeit abänderbar ist (§ 164 AO). Die Höhe der geforderten Vorauszahlung richtet sich in der Regel nach einer Schätzung auf der Grundlage des letzten Veranlagungsergebnisses.
Die Veranlagungssteuern Einkommen-, Körperschaft-, Gewerbe- und Umsatzsteuer entstehen mit Ablauf des Kalenderjahres. Erst danach ist für die Jahressteuer eine Festsetzung und Beitreibung bis zur Vollstreckung möglich. Vorauszahlungen müssen dagegen schon an festen Terminen während des Veranlagungszeitraums geleistet werden. Wie jeder andere Steuerbescheid ist auch der Vorauszahlungsbescheid vollstreckbar.
Übersteigen die Vorauszahlungen die Jahressteuer, wird der Unterschiedsbetrag dem Steuerpflichtigen erstattet. Ist die Jahressteuer höher als die Vorauszahlungen, ist der Unterschiedsbetrag innerhalb eines Monats nach Bekanntgabe des Steuerbescheids zu entrichten. Bei der Umsatzsteuer steht die abgegebene Steuererklärung einem Steuerbescheid unter Vorbehalt der Nachprüfung gleich (§ 168 AO), so dass die verbleibende Steuerschuld innerhalb eines Monats nach Abgabe der Umsatzsteuererklärung zu zahlen ist (Selbstveranlagung). Die Auszahlung eines Überschusses an den Steuerpflichtigen setzt die Zustimmung des Finanzamtes voraus.

## Einkommensteuervorauszahlung
Einkommensteuervorauszahlungen (§ 37 EStG) werden nur festgesetzt, wenn sie mindestens 400 € im Kalenderjahr und mindestens 100 € für einen Vorauszahlungszeitpunkt betragen. Vorauszahlungen auf die Einkommensteuer sind am 10. März, 10. Juni, 10. September und 10. Dezember zu leisten. 
Die Höhe der Vorauszahlung orientiert sich grundsätzlich an der Jahressteuer, die sich nach Anrechnung der Steuerabzugsbeträge (Lohnsteuer, Kapitalertragsteuer, bis einschließlich 2008 auch Zinsabschlagsteuer) bei der letzten Veranlagung ergeben hat. Bei der Bemessung bleiben allerdings einige Aufwendungen und Abzüge außer Ansatz, insbesondere sind dies:
- bestimmte Sonderausgaben, u. a. Unterhaltszahlungen, gezahlte Kirchensteuer, Steuerberaterkosten und Ausbildungskosten, die erhöhten Altersvorsorgebeträge, die Spenden nach § 10b EStG, die außergewöhnlichen Belastungen nach § 33 EStG und die Kinderbetreuungskosten wenn diese Aufwendungen und abziehbaren Beträge 600 € nicht übersteigen,
- negative Einkünfte aus Vermietung und Verpachtung von Gebäuden, die zu Beginn des Jahres, für das die Vorauszahlungen festgesetzt werden, noch nicht hergestellt oder angeschafft waren; dies gilt allerdings nicht, wenn erhöhte Absetzungen nach dem Berlinförderungsgesetz oder Sonderabschreibungen nach dem Fördergebietsgesetz in Anspruch genommen werden.

Vorauszahlungen können geändert werden, wenn sich die Einkommensverhältnisse in den Kalenderjahren, für die die Vorauszahlungen festgesetzt wurden, geändert haben oder sich voraussichtlich ändern werden. Verringert sich das Einkommen, kann der Steuerpflichtige, der dies nachweisen oder glaubhaft machen muss, eine Herabsetzung beantragen. Erhöht sich das Einkommen, wofür das Finanzamt die Feststellungslast trägt, kann das Finanzamt von Amts wegen die Vorauszahlungen heraufsetzen. Der Steuerpflichtige ist nicht verpflichtet, die Jahressteuer erhöhende Umstände von sich aus mitzuteilen. Jedoch ist das Finanzamt befugt, vom Steuerpflichtigen Auskunft zu den relevanten Verhältnissen zu verlangen.
Die voraussichtliche Jahressteuer ist für die Festsetzung der Vorauszahlungen dann maßgebend, wenn die Steuerpflicht erstmals eintritt.
Daneben ist die Festsetzung einer nachträglichen Vorauszahlung als Anpassung an gestiegene Einkommensverhältnisse bis zum Ablauf des auf den Veranlagungszeitraum folgenden 15. Kalendermonats möglich. Bei nachträglichen Vorauszahlungen muss der Erhöhungsbetrag mindestens 5.000 € betragen. Fällig wird die Zahlung einen Monat nach Bekanntgabe des Vorauszahlungsbescheides.
Besondere Formen der Vorauszahlung sind die Quellensteuern, bei denen ein Dritter (Arbeitgeber oder Kreditinstitut) die Steuer einbehält und für den Steuerpflichtigen abführt:
- Lohnsteuer: sie wird durch Abzug vom Arbeitslohn entrichtet.
- Kapitalertragsteuer: sie wird durch Abzug von den Kapitalerträgen erhoben, sobald diese anfallen und kein Freistellungsauftrag erteilt oder ein bestehender überschritten wurde. Eine Anrechnung der Kapitalertragsteuer auf die festzusetzende Einkommensteuer findet jedoch nur statt, wenn die Einkünfte aus Kapitalvermögen veranlagt wurden, was wegen der Abgeltungswirkung der Kapitalertragsteuer nicht immer der Fall ist (§ 43 Abs. 5 EStG).

## Körperschaftsteuervorauszahlung
Für die Festsetzung und Erhebung der Vorauszahlungen auf die Körperschaftsteuer als der "Einkommensteuer für Kapitalgesellschaften" gelten die gleichen Grundsätze wie bei der Festsetzung von Einkommensteuervorauszahlungen. 

## Gewerbesteuervorauszahlung
Vorauszahlungstermine für die Gewerbesteuer sind der 15. Februar, 15. Mai, 15. August und 15. November (§ 19 GewStG). Die Vorauszahlungen setzt die Gemeinde durch Vorauszahlungsbescheid fest. Jede Vorauszahlung beträgt ein Viertel der Steuer, die sich bei der letzten Veranlagung (Steuerrecht) ergeben hat.
Aufgrund der Besonderheit im Gewerbesteuerrecht, nach der das Betriebsstätten-Finanzamt den Gewerbesteuermessbetrag festsetzt und danach folgend die Gemeinde die Gewerbesteuer, setzt eine Änderung der Gewerbesteuervorauszahlungen eine Änderung des Gewerbesteuermessbetrags durch das Finanzamt voraus. Für Zwecke der Anpassung der Vorauszahlungen nach oben oder unten kann das Finanzamt einen Steuermessbetrag festsetzen. Die Gemeinde ist an diesen Messbescheid als Grundlagenbescheid gebunden und passt die Vorauszahlungen an.
Eine nachträgliche Anpassung kann bis zum Ende des 15. auf den Erhebungszeitraum folgenden Kalendermonats vorgenommen werden.

## Umsatzsteuervorauszahlung
Während bei Einkommen-, Körperschaft- und Gewerbesteuer die Vorauszahlungen von den Finanzbehörden immer durch Bescheid festgesetzt werden, ist bei der Umsatzsteuer der Unternehmer dazu verpflichtet, die Steuer selbst zu berechnen (Selbstveranlagung), in einer Umsatzsteuer-Voranmeldung zu erklären und gleichzeitig an die Finanzverwaltung zu zahlen (§ 18 UStG).